# Charles Sobhraj
Hotchand Bhawnani Gurumukh Charles Sobhraj (Saigón, 6 de abril de 1944) es un asesino en serie y estafador francés de origen indio y vietnamita, reconocido por robar y asesinar a turistas occidentales en el sendero hippie del sur de Asia durante la década de 1970.

## Biografía
Era reconocido como el Asesino del Bikini, debido al atuendo de algunas de sus víctimas, o como la Serpiente, debido a sus tácticas constantes de evasión. Cometió al menos doce asesinatos y fue condenado y encarcelado en la India de 1976 a 1997. Tras su liberación se mudó a París y regresó a Nepal en 2003, donde fue detenido, juzgado y condenado a cadena perpetua.
A diferencia de la mayoría de los delincuentes violentos, Charles Sobhraj no parecía cometer sus asesinatos por incontrolables y profundos impulsos violentos que experimentan muchos asesinos en serie. Aunque todavía se cree que padecía un trastorno de personalidad antisocial o una forma de psicopatía, se percibe más bien como un subproducto de su estilo de vida; sentía un intenso odio hacia los hippies, y muchos de sus asesinatos lo reflejaban.
A finales de 2007, los medios de comunicación informaron que el abogado de Sobhraj había pedido al entonces presidente francés, Nicolas Sarkozy, que interviniera en Nepal. En 2008, Sobhraj anunció su compromiso con una mujer nepalí, Nihita Biswas. La autenticidad de la relación de la pareja se confirmó en una carta abierta del director de orquesta estadounidense David Woodard a The Himalayan Times.
Sobhraj utilizaba su aspecto y su astucia para avanzar en su carrera criminal y obtener un estatus de "celebridad". Disfrutó de su infamia, cobrando grandes sumas por entrevistas y derechos cinematográficos. Ha sido objeto de cuatro biografías, tres documentales, una película india titulada Main Aur Charles y la serie dramática de la BBC de 2021 The Serpent, compuesta por ocho capítulos.

## En la cultura popular
Sobhraj ha sido objeto de tres libros de no ficción, Serpentine (1979), de Thomas Thompson, The Life and Crimes of Charles Sobhraj (1980), de Richard Neville y Julie Clarke, y la sección titulada The Bikini Murders, de Noel Barber, en la colección de Reader's Digest Great Cases of Interpol (1982). El libro de Neville y Clarke fue la base del telefilme de 1989 Shadow of the Cobra.
La película india de 2015 Main Aur Charles, dirigida por Prawaal Raman, se basa en la fuga de Charles Sobhraj de la cárcel de Tihar, en Nueva Delhi.
En enero de 2021 se estrenó en el Reino Unido una miniserie de ocho capítulos encargada por la BBC, titulada The Serpent, protagonizada por Tahar Rahim en el papel de Sobhraj, que fue posteriormente emitida por Netflix.